# 식귀
《식귀》는 매주 월요일 깡, 부랑이 다음 웹툰에서 연재하는 웹툰이다.